# Filet de camouflage
Pour les articles homonymes, voir Filet.

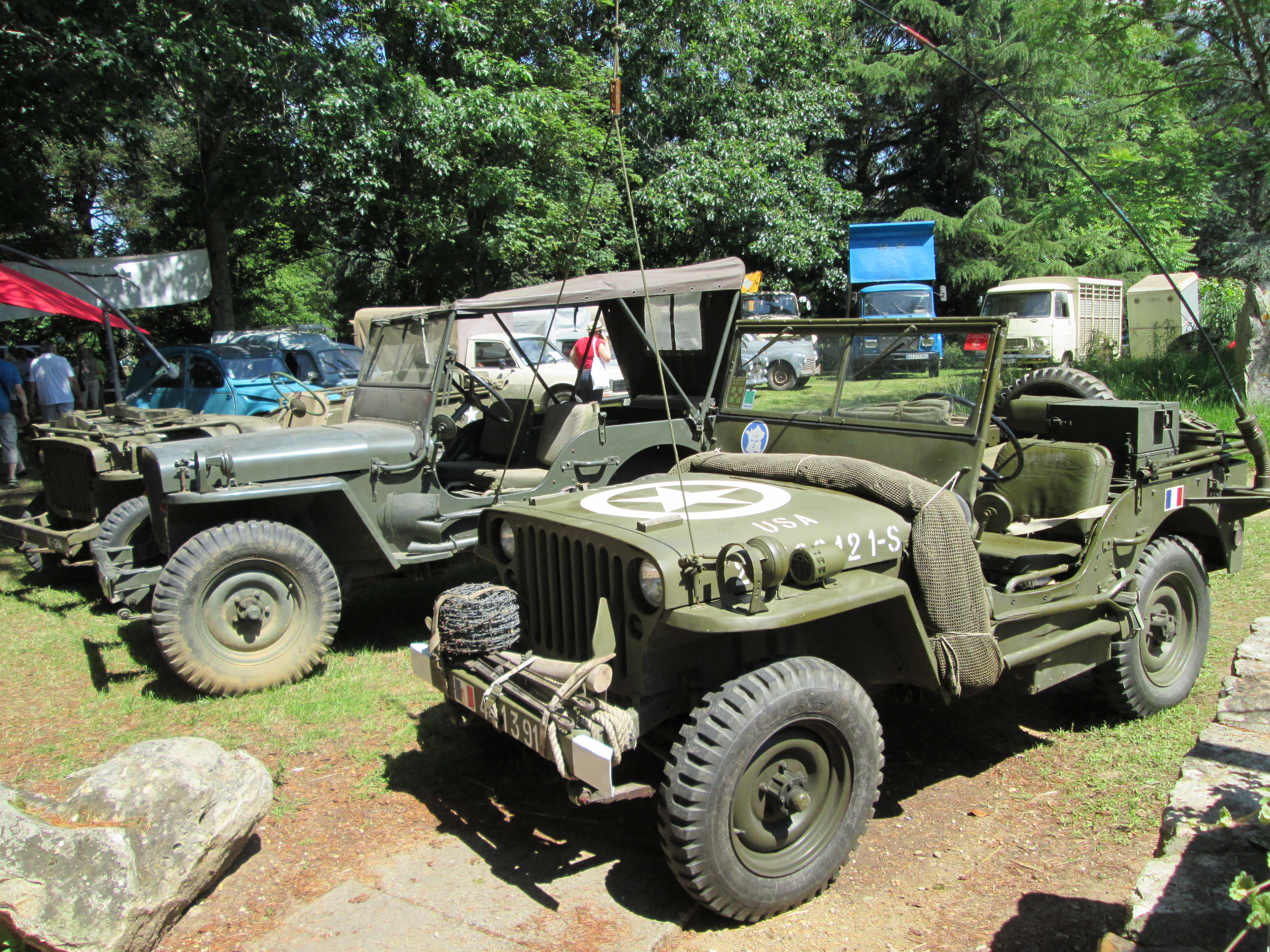
Jeep équipée d'un filet de camouflage

Un filet de camouflage est un filet qui sert au camouflage des biens et personnes qu'il recouvre.
Il est utilisé pour casser les formes reconnaissables (humaines, ou matérielles), et pour atténuer les ombres portés qui souvent trahissent la position .